# Aiguillon (Lot-et-Garonne)
Aiguillon település Franciaországban, Lot-et-Garonne megyében. Lakosainak száma 3983 fő (2022. január 1.). Aiguillon Nicole, Thouars-sur-Garonne, Bourran, Buzet-sur-Baïse, Galapian, Lagarrigue, Monheurt, Port-Sainte-Marie és Saint-Léger községekkel határos.

## Népesség
A település népességének változása:
| Lakosok száma | 3754 | 4121 | 4169 | 4325 | 4332 | 4346 | 4387 | 4421 | 4253 | 3983 |
|               | 1968 | 1982 | 1990 | 2006 | 2013 | 2015 | 2017 | 2019 | 2020 | 2022 |